# Planika Menziesova
Planika Menziesova (Arbutus menziesii) je listnatý stálezelený strom z čeledi vřesovcovité.

## Výskyt
Běžně se nachází na západním pobřeží Severní Ameriky, od Britské Kolumbie (především na ostrově Vancouver) po Kalifornii. V Kalifornii roste na svazích pohoří Kalifornského Pobřežního pásma, lze ho najít i na západních svazích pohoří Sierra Nevada. Na jih od okresu Santa Barbara County se vyskytuje zřídka. Izolované shluky arbutusů se nachází jižně od pohoří Palomar v okrese San Diego a na severu mexického federálního státu Baja California.

## Popis
Arbutus menziesii běžně dosahuje výšky 10 metrů, při ideálních podmínkách může dorůstat i do výšky 30 metrů, průměr kmene je až 1,8 metru. Má bílé květy, květenstvím je lata.
Je pojmenovaný podle skotského přírodovědce Archibalda Menziese, který strom pro Evropany objevil během výpravy kapitána George Vancouvera.